# José Luis Dibildox Martínez
José Luis Dibildox Martínez (* 20. Juli 1943 in Matehuala, Bundesstaat San Luis Potosí, Mexiko; † 31. August 2018 in Tampico) war ein mexikanischer Geistlicher und römisch-katholischer Bischof von Tampico.

## Leben
José Luis Dibildox Martínez empfing am 27. Oktober 1968 das Sakrament der Priesterweihe für das Erzbistum San Luis Potosí.
Am 20. Dezember 1993 ernannte ihn Papst Johannes Paul II. zum Bischof von Tarahumara. Der Apostolische Nuntius in Mexiko, Erzbischof Girolamo Prigione, spendete ihm am 25. Januar 1994 die Bischofsweihe; Mitkonsekratoren waren der Erzbischof von Chihuahua, José Fernández Arteaga, und der Erzbischof von San Luis Potosí, Arturo Antonio Szymanski Ramírez.
Am 27. Dezember 2003 bestellte ihn Johannes Paul II. zum Bischof von Tampico. Papst Franziskus nahm am 20. Juli 2018 das von José Luis Dibildox Martínez aus Altersgründen vorgebrachte Rücktrittsgesuch an.